# Sordoceguera

La escritora, activista y profesora sordociega Helen Keller en 1904.

La sordoceguera es una única discapacidad que combina dos deficiencias: la deficiencia visual y la deficiencia auditiva.
La escuela de Perkins for blind de Estados Unidos fue la primera que se dedicó a la educación de niños sordociegos, la cual y expresa: 
“El término sordoceguera se refiere a aquel que representa deficiencias visuales y auditivas sin consideración del grado de deficiencia y cuya combinación provoca unos problemas de comunicación y desarrollo educativos tales que no pueden encajar adecuadamente en los programas de educación especial para déficit auditivo o visual”.

## En España
En España existe la siguiente definición: 
“Una persona sordociega es aquella con un severo grado de deficiencia combinada de visión y audición, que tiene problemas graves de comunicación, información y movilidad”. Presenta otras dificultades diferentes de las causadas por la sordera o la ceguera; por lo tanto, necesita servicios especiales que le ayuden a superar estas dificultades en la vida diaria, educación, trabajo, etc.
Para comunicarse, los sordociegos lo hacen a través del tacto: lengua de signos apoyada, dactilológico en palma, escritura en mayúsculas en su mano, Braille.
Si no se hace nada para evitarlo, estas personas están resignadas al aislamiento, ya que no les resulta fácil acceder a los medios de comunicación (televisión, prensa convencional o radio). Por ello, la sociedad debe concienciarse con el objetivo de entender y solucionar los problemas de este colectivo. 
Para comunicarse con personas que no conozcan su sistema de comunicación, se conoce la figura del guía-intérprete, que además de guiarlo en lugares no conocidos o peligrosos, interpretará las interacciones de la persona sordociega con otras personas. Desde 2014 también contamos con la figura del Mediador Comunicativo, perfil profesional reconocido por la ley 831/2014 cuyas funciones principales son las de realizar labores de acompañamiento y apoyo comunicativo en cualquier ámbito a personas con dificultades en la comunicación, el lenguaje y el habla, entre las que se encuentran las personas sordociegas.

## Síntomas y dolencias
Existe al mismo tiempo sordera y ceguera. Básicamente se pueden diferenciar:
- Sordera de nacimiento
- Sordera antes de adquirir el lenguaje hablado

Y también:
- Ceguera de nacimiento
- Ceguera en la niñez
- Ceguera en la edad adulta

Es fácil de entender que en las primeras dos situaciones los medios de ayuda desempeñan un papel muy importante.

## Causas
Hay más de 70 diferentes causas para la sordoceguera, pero la principal es el síndrome de Usher. En general, los casos de sordoceguera se puede clasificar en dos grandes grupos: congénita (por ejemplo, el síndrome de Alström o la enfermedad de Norrie) y adquirida.

## Tratamiento
La sordoceguera es una discapacidad y no una enfermedad. Por lo tanto, no se puede prescribir tratamiento. Enseguida se alistarán una serie de consejos básicos que pueden ayudar a superar las limitaciones de ambos sentidos.
Para poca capacidad de visión se puede emplear ayudas auxiliares para leer, como por ejemplo pantallas más grandes o lupas de agrandamiento. Para poca capacidad auditiva se pueden emplear ayudas de audición. Una pequeña cantidad de infantes sordociegos pueden ser atendidos con un implante coclear, esto es, con audífonos. Esto es posible cuando el nervio auditivo tiene buena capacidad de funcionamiento. Pero hasta hoy no hay conocimientos seguros sobre la utilidad de este método quirúrgico.

## Secuelas y complicaciones
La sordoceguera dificulta enormemente llevar una vida independiente: esto incluye la formación escolar, la selección de oficio o profesión, la vida laboral, la vida en pareja o matrimonio, la educación y la movilidad para superar los problemas cotidianos.
La ceguera dificulta, en este contexto, la orientación espacial, la movilidad y la recepción de información, que son exclusiva o predominantemente visuales.
En Alemania y en otros países europeos, así como en Estados Unidos se emplea el alfabeto Lorm o Lormen y también el lenguaje artificial Tadoma (desarrollado en Noruega) como forma de comunicación para sordociegos y para entenderse con otras personas. En el alfabeto Lorm "hablante" se toca en la palma de la mano del "lector" y cada letra del alfabeto tiene asignadas partes o puntos de la palma de la mano. En otros países, como España, se utiliza la lengua de signos española, con una adaptación específica que se denomina "lengua de signos apoyada", en la que la persona con sordoceguera pone las manos sobre las del interlocutor, y este va signando con ambas manos de forma que la persona con sordoceguera percibe los signos que va haciendo. También se utiliza en España el sistema dactilológico y la "escritura en palma".

## Las personas sordociegas
Comparten puntos comunes con otros colectivos como el de los invidentes o el colectivo sordo; sin embargo, la combinación de las dos discapacidades (visual y auditiva) originan problemas diferentes, por lo que necesitan otro tipo de alternativas.
Hay que tener en cuenta que la vista y el oído son los principales canales a través de los que una persona percibe y experimenta el mundo; cuando estos dos canales sufren un deterioro, el mundo de esta persona puede estar restringido solamente a aquello que puede alcanzar con la punta de los dedos. Por ello, la clave de su educación y rehabilitación es la comunicación, que se basa en el sentido del tacto, y más concretamente en la utilización de los dedos y la palma de la mano como receptivo.
La sordoceguera debe presentarse como una discapacidad única: la dualidad de la discapacidad evidencia la necesidad de poner en práctica estrategias educativas y una adaptación del entorno, así como servicios de atención específicamente diseñados para sordociegos y que cuenten con profesionales especializados, Todo esto genera una serie de complicaciones, que son diferentes según la edad en la que aparezca la sordoceguera, que como se ha mencionado, es más que la simple combinación de dos disfunciones, y constituye, por lo tanto, uno de los problemas más difíciles en el campo de la educación y la rehabilitación. 

## Características generales de la población sordociega
Sordoceguera es el término que se utiliza de forma general para designar la dualidad de dos discapacidades, pero, al igual que sucede con la sordera o la ceguera por separado, las lesiones pueden presentarse en diferentes grados. 
La mayoría de las personas con esta discapacidad poseen algún resto sensorial, al menos en uno de los sentidos.
De la población total se estima aproximadamente que entre un 5 % y un 10 % poseen sordoceguera total.

## División de la población sordociega
La población sordociega se divide cuatro grupos.

### Sordoceguera congénita
Aquella persona que nace con sordoceguera o presenta la discapacidad antes de la aparición del lenguaje. Muchos de ellos sufren, además, problemas adicionales.

### Sordos congénitos
Nacen sordos y adquieren la ceguera más tarde. Este grupo está formado en su mayor parte por personas afectadas por el síndrome de Usher.

### Ciegos congénitos
Nacen ciegos y adquieren la sordera más tarde. La pérdida puese ser progresiva y gradual, como en algunas enfermedades degenerativas o enfermedades intercurrentres. Pero también puede ocurrir de forma repentina, como consecuencia por ejemplo de un traumatismo o una meningitis.

### Sordociegos tardíos
Normalmente causados por algún tipo de accidente.

## Etiología

### Sordoceguera congénita
Se debe a la acción de diversas enfermedades víricas de la madre en el embarazo; por ejemplo: rubeola, toxoplasmosis, sífilis, etc.
También puede ser ocasionada por algún tipo de fármaco durante el embarazo, el parto o por prematuridad. En otras ocasiones aparecen poco después del nacimiento debido a un traumatismo, meningitis u otras enfermedades contagiosas; la causa más frecuente es la rubeola: este virus benigno por lo general causa graves daños al feto en la mujer embarazada que sufre el contagio.

### Sordoceguera adquirida
La causa más frecuente es el síndrome de Usher. El síndrome de Usher es la clásica unión de una sordera congénita con la retinitis pigmentaria; sus síntomas se presentan en la adolescencia e incluso más tarde. Con los años conduce casi siempre a la ceguera total, por eso es muy importante tomar medidas pedagógicas informativas realistas de cara al futuro.
De la población sordociega, aproximadamente el 50% está afectado por el síndrome de Usher.

## Síndrome de Usher
Principal causa de Sordoceguera. Es una enfermedad hereditaria que afecta al oído, a la vista y en algunos casos al equilibrio.
El nombre proviene de un oftalmólogo escocés: Charles Usher, que descubrió que la ritinitis pigmentaria y la sordera se asociaban a algunas familias.

### Tipo UNO
La persona nace con sordera profunda, tiene problemas y dificultades en el equilibrio y normalmente retraso en la edad de caminar. La retinitis pigmentaria suele aparecer entre los 8 y los 12 años.

### Tipo DOS
La sordera es de nacimiento, pero va de moderada a severa con los años. La sordera no se suele diagnosticar hasta los 4 o 5 años. El equilibrio es normal. Hay dependencia fuerte de ayuda auditiva (audífonos) para poder entender. La retinitis pigmentosa ocurre en la adolescencia.

### Tipo TRES
Es el más raro. Se produce retinitis pigmentaria y sordera progresiva en jóvenes que de niños veían y oían bien. Suele diagnosticarse la retinitis pigmentaria a los 20 o 30 años; en esta edad ya existe la sordera de ligera a severa. A lo largo de su vida ambos sentidos empeoraran progresivamente.

## Personajes famosos
La personalidad sordociega más conocida es Helen Keller por poder superar su discapacidad. Keller perdió a los diecinueve meses de edad las capacidades de la vista y auditiva por una enfermedad no identificada; a esa edad estaba adquiriendo el lenguaje inicial, que pudo apenas continuar cuatro años más tarde con la ayuda de Anne Sullivan.

### Organizaciones
- APASCIDE Organización de familias de personas con sordoceguera en España
- ASOCIDE Asociación de personas con sordoceguera en España
- Causas de sordoceguera
- Entrevista a Daniel Álvarez, presidente de ASOCIDE
- Fundación ONCE para la Atención de Personas con Sordoceguera (FOAPS)
- [https://wfdb.eu/ World Federation Deafblind (WFDB)
- [https://www.surcoe.org/ Asociación Colombiana de Sordociegos (SURCOE).

- Datos: Q843356
- Multimedia: Deafblindness / Q843356